# Tel Aviv-distriktet
Tel Aviv-distriktet er en af seks administrative distrikter i Israel med en befolkning på 1 204 000 indbyggere. Distriktet er 99 % jødisk og 1 % arabisk (0,7 % muslimer, 0,3 % kristne). Distriktshovedbyen er Tel Aviv. Byområdet som er skabt ved Tel Aviv-distriktet og dets nærliggende byer kaldes Gush Dan.

## Byer i distriktet
- Tel Aviv-Jaffa תל אביב יפו
- Bat Yam בת ים
- Bnei Brak בני ברק
- Givatayim גבעתיים
- Herzliya הרצליה
- Holon חולון
- Kiryat Ono קרית אונו
- Or Yehuda אור יהודה
- Ramat Gan רמת גן
- Ramat HaSharon רמת השרון

## Lokale styrer
- Azor אזור
- Kfar Shmaryahu (Shmaryahu-landsby) כפר שמריהו